# Microrregión de Pitanga
La microrregión de Pitanga es una de las microrregiones del estado brasileño del Paraná perteneciente a la mesorregión Centro-sur Paranaense. Su población fue estimada en 2009 por el IBGE en 79.477 habitantes y está dividida en seis municipios. Posee un área total de 4.903,000 km².

## Municipios
- Boa Ventura de São Roque
- Laranjal
- Mato Rico
- Palmital
- Pitanga
- Santa Maria do Oeste

- Datos: Q383660